# Probrachystomellides nicolaii
 (novembre 2019).
Genre
Espèce
Probrachystomellides nicolaii, unique représentant du genre Probrachystomellides, est une espèce de collemboles de la famille des Brachystomellidae.

## Distribution
Cette espèce est endémique d'Afrique du Sud.

## Publication originale
- Weiner & Najt, 1991 : Collembola Poduromorpha of South Africa. Bonner zoologischer Beiträge, vol. 42, p. 369–387.